# Phoroncidia scutellata
Phoroncidia scutellata là một loài nhện trong họ Theridiidae.
Loài này thuộc chi Phoroncidia. Phoroncidia scutellata được Władysław Taczanowski miêu tả năm 1879.